# Australymexylon
Australymexylon (Wheeler, 1986) és un gènere d'escarabats de la família dels limexílids, que conté les següents espècies:
- Australymexylon australe (Erichson, 1842)
- Australymexylon fuscipennis (Lea, 1912)